# 法医鉴定
法医鉴定是指相關人員通過司法科学等技术，判斷罪案現場或事故现场留下的證據為何種物體。鉴定的意见可以作为一种法律证据。在開庭時法医学鉴定人應該出庭作證。